# Бенгкулу (місто)

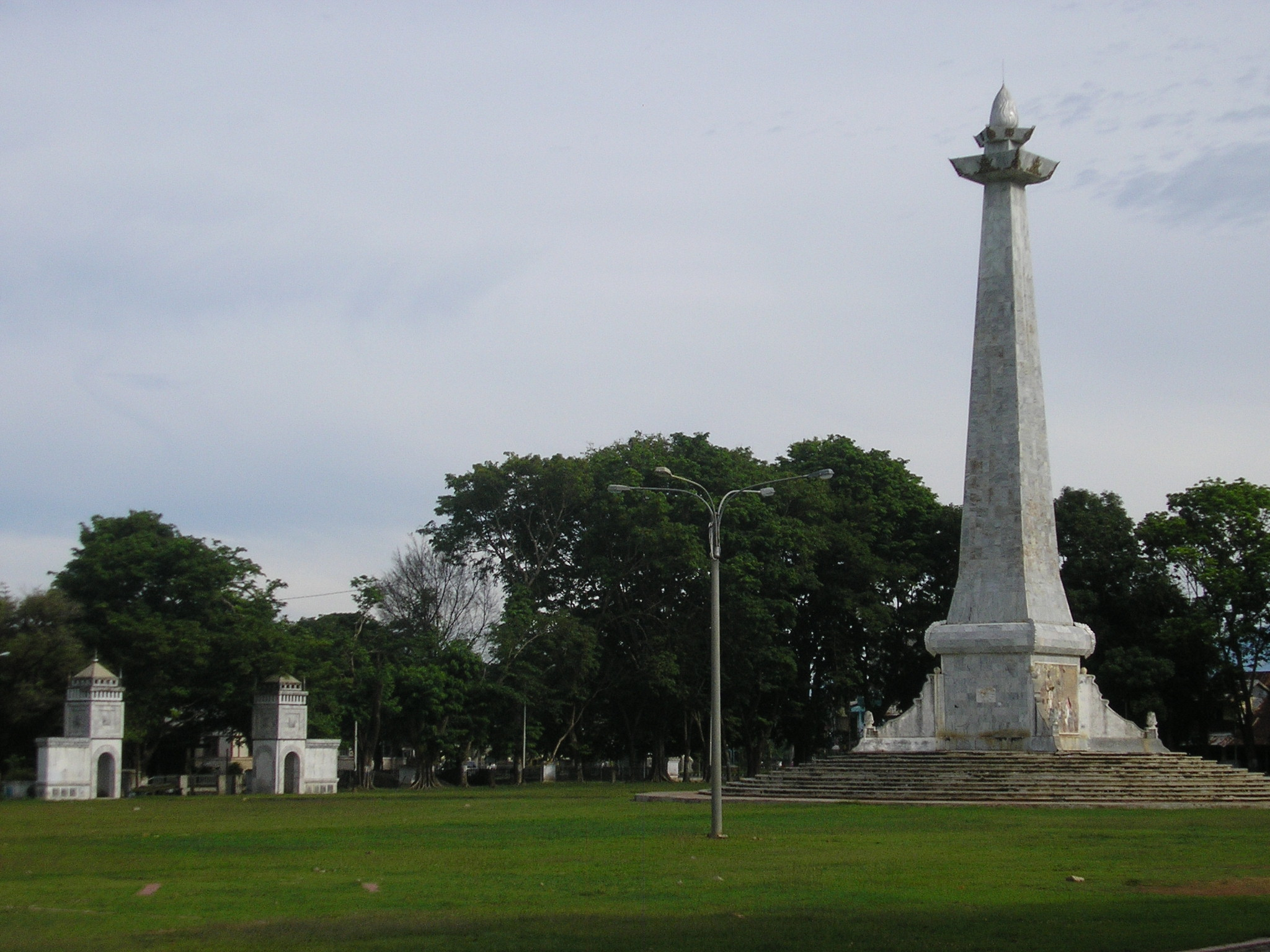
В міському парку.

Бенкулу (попередні назви — Бенкулен, Банка-Хулу) — місто на острові Суматра, Індонезія. Центр і найбільше місто однойменної провінції. Населення — 346 712 чол. (за оцінкою на лютий 2010 року). У місті є ботанічний сад.

## Історія
З середини XIII до XVI століття в околицях сучасного Бенкулу існували князівства Сунгай Серут і Селебар. В 1685 році ці землі були захоплені англійцями, які збудували тут торгову базу, а в 1710 р. — форт. В 1824 році місто перейшло до рук Голландської Ост-Індійської компанії. В 1938 році в Бенкулу був засланий Сукарно, майбутній лідер Індонезії, за участь в анти-голландському заколоті. В 1942 р. Бенкулу, так само, як і вся Індонезія, було окуповане японськими військами. В 1945 році японці були вигнані, а Індонезія проголосила незалежність.
Після Другої світової війни місто почало зростати і вже в 1968 р. стало провінційним центром. В 1986 р. територія міста збільшилась з 17,6 км² до 144,52 км².

## Географія і клімат
Місто розташоване на березі Індійського океану, за 289 км на південний захід від Палембанга. Клімат — екваторіальний.

## Економіка
У сучасному Бенгкулу значну роль відіграють сектор послуг і сервісу: найбільший дохід місту приносять готелі та ресторани. На експорт йдуть, у першу чергу, золото, срібло, кава, перець, маїс, хінне дерево. Також в місті розвинуті деревообробна промисловість, металообробна промисловість, виробництво гончарних виробів, текстильна промисловість і батик. Присутні переробка нафти і пальмової олії, виробництво гуми. Рівень життя в місті набагато вище, ніж в середньому по провінції (в 2007 р. — майже на 75 %).